# Gorytes schmiedeknechtii
Gorytes schmiedeknechtii  (лат.) — род песочных ос рода Gorytes из подсемейства Bembicinae (триба Bembicini). Европа, Ближний Восток.

## Описание
Мелкие осы (длина тела около 1 см), чёрные с белыми отметинами. Верхняя губа и клипеус жёлтые. Плечевые бугры чёрные. Щит среднеспинки и большая часть метаплевр блестящие. Пигидиальное поле с поперечными бороздками. 
Срединное поле промежуточного сегмента морщинистое. Медиальная жилка заднего крыла начинается перед концом субмедиальной ячейки. Ацетабулярный киль короткий. Мезоплевры с омалюсами и стернаулюсами. У самок 1-й членик передней лапки с 2 щетинками на боковой поверхности.
Гнездятся в земле. Личинок кормят мелкими цикадками (Auchenorrhyncha).